# Isopeda prolata
Isopeda prolata là một loài nhện trong họ Sparassidae.
Loài này thuộc chi Isopeda. Isopeda prolata được Arthur Stanley Hirst miêu tả năm 1992.